# Pachypus candidae
Pachypus candidae är en skalbaggsart som beskrevs av Vincenzo Petagna 1787. Pachypus candidae ingår i släktet Pachypus och familjen Pachypodidae. Inga underarter finns listade i Catalogue of Life.